# Ћ
Ћ, ћ は、キリル文字のひとつ。セルビア語で使われる。

## 呼称
- セルビア語: チィエー

## 音素
無声歯茎硬口蓋破擦音 /tɕ/ を表す。対応する有声音はЂである。

## アルファベット上の位置
セルビア語の第 23 字母（Тの次）。

## Ћに関わる諸事項
- ラテン文字では ć と書かれる。
- ラテン文字で無声咽頭摩擦音を表す「Ħ」の小文字「ħ」に字形が似ている。

## 符号位置
| 大文字 | Unicode | JIS X 0213 | 文字参照        | 小文字 | Unicode | JIS X 0213 | 文字参照        | 備考 |
| ------ | ------- | ---------- | --------------- | ------ | ------- | ---------- | --------------- | ---- |
| Ћ      | U+040B  | ‐          | &#x40B; &#1035; | ћ      | U+045B  | ‐          | &#x45B; &#1115; |      |